# Juvignac
Juvignac – miejscowość i gmina we Francji, w regionie Oksytania, w departamencie Hérault.
Według danych na rok 1990 gminę zamieszkiwało 4221 osób, a gęstość zaludnienia wynosiła 390 osób/km² (wśród 1545 gmin Langwedocji-Roussillon Juvignac plasuje się na 82. miejscu pod względem liczby ludności, natomiast pod względem powierzchni na miejscu 708.).